# Joaquim Rafael

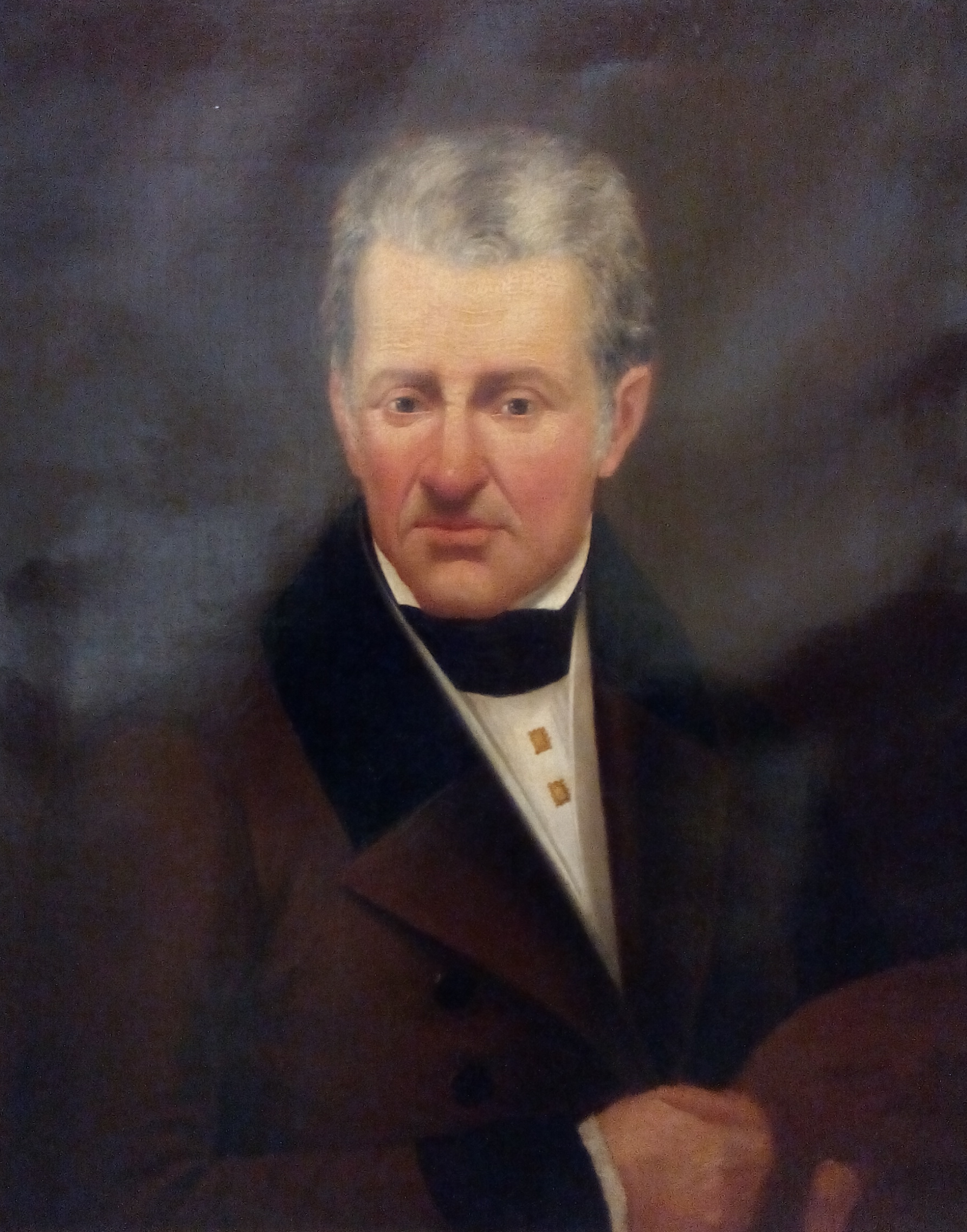
Auto-retrato, por Joaquim Rafael. Colecção da Academia Nacional de Belas Artes.

Joaquim Rafael (Porto, 1783 — 1864) foi um pintor, cenógrafo e escultor, discípulo de Vieira Portuense e professor de desenho da Academia de Belas-Artes de Lisboa e primeiro-pintor da Câmara e Corte. Pintou diversos painéis, entre os quais os painéis das igrejas de Santa Clara, dos Clérigos e da Lapa, todas no Porto, e esculpiu, entre outros, os bustos de D. João VI e de Carlota Joaquina existentes no Palácio da Ajuda. Também se dedicou à arte funerária.